# Belojarski (oblast Sverdlovsk)
Belojarski (Russisch: Белоярский) is een nederzetting met stedelijk karakter in de Russische oblast Sverdlovsk op ongeveer 60 kilometer ten oosten van Jekaterinenburg. Het is het bestuurlijk centrum van het gelijknamige stedelijk district Belojarski. De plaats heeft een lintvormige structuur en is gelegen langs de zuidoever van de rivier de Pysjma en een zijstroompje aan zuidzijde van deze rivier.
De plaats ontstond in 1686 door toedoen van de Verchotoerse deti bojarskieje Tomilov. In januari 1831 werd bij Belojarski de eerste en enige Russische vindplaats van smaragden geopend. Eind 19e eeuw werd bij de plaats een asbestgroeve geopend. In 1957 kreeg de plaats de status van bestuurlijk centrum van het district Belojarski. Daarna werd de plaats echter voorbijgestreefd door de iets noordelijker aangelegde atoomstad Zaretsjny.
In de plaats bevinden zich een bosbouwbedrijf, asbestfabriek, graankombinaat en een reparatiebedrijf voor landbouwmachines.

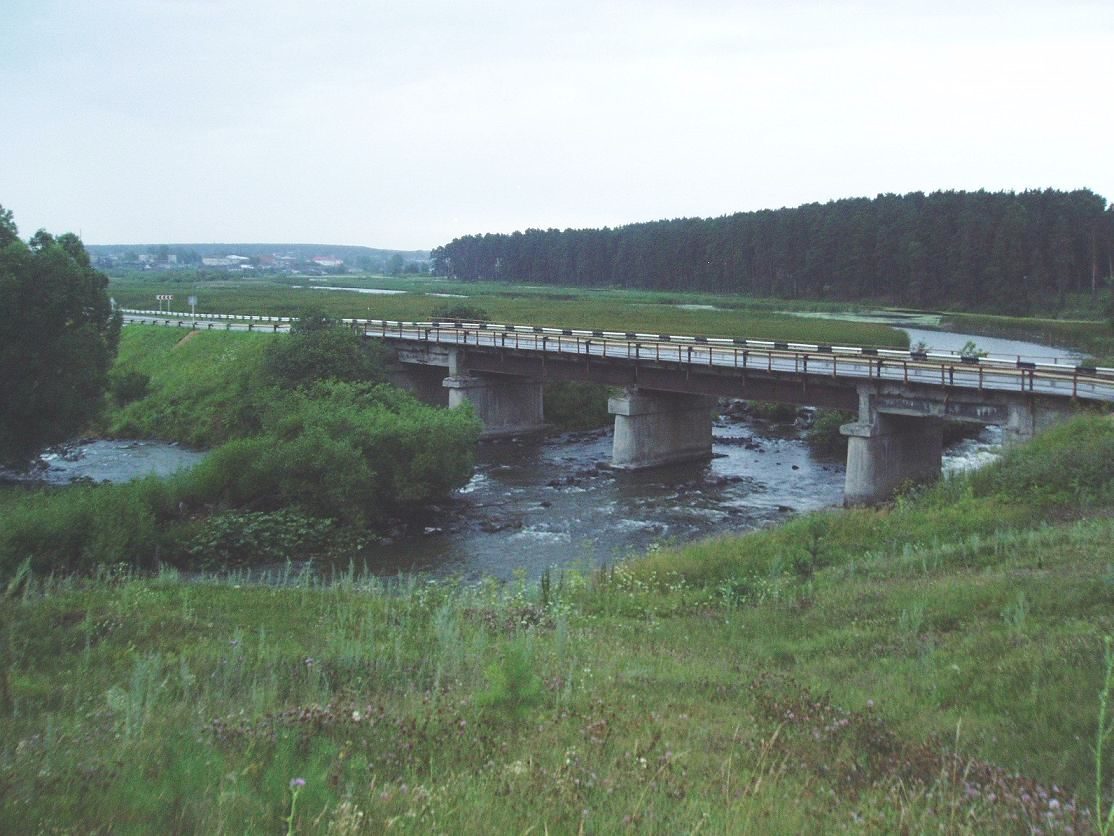
Brug over de rivier de Pysjma. De weg naar links voert naar Asbest